# كريستوفر بوكر
كريستوفر بوكر (بالإنجليزية: Christopher Booker)‏ هو مؤلف وصحفي بريطاني، ولد في 7 أكتوبر 1937.

## وصلات خارجية
- كريستوفر بوكر على موقع ميوزك برينز (الإنجليزية)